# Tustrup, Jäders socken
Tustrup är en herrgård i Jäders socken, Eskilstuna kommun.
Tustrup anlades på 1850-talet som en utgård till Fiholms slott. Nuvarande huvudbyggnaden uppfördes omkring 1860 i nygotisk stil. Samtidigt uppfördes byggnadens ekonomibyggnader, varav en del med stora tegeltak.